# 黎俊浩

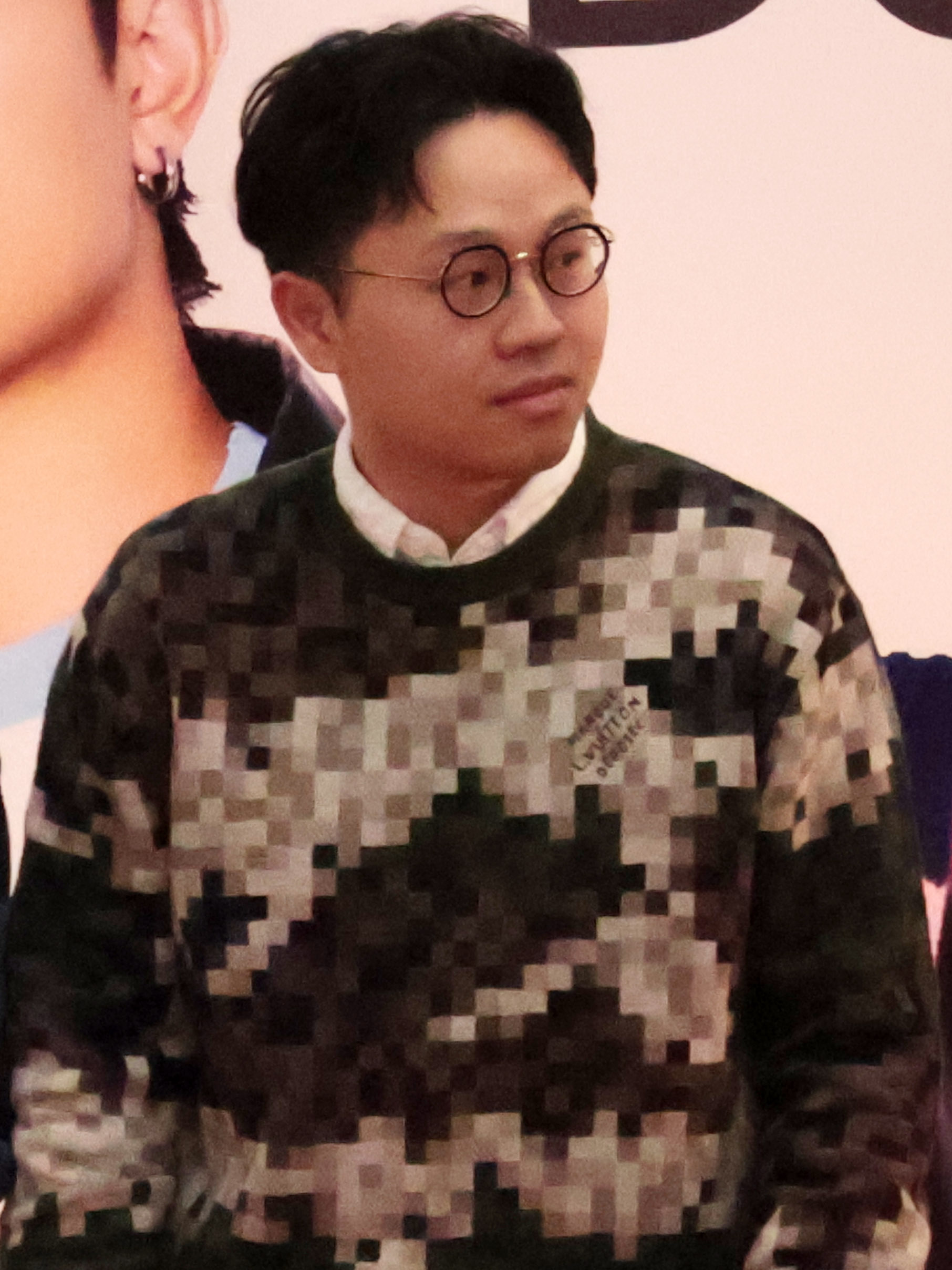
黎俊浩

黎俊浩（英語：Ariel Lai，1994年2月4日—），香港90後流行音樂製作人。主要從事作曲、編曲、監製、演唱會音樂總監及樂手。 主要合作的歌手包括姜濤、Mirror、陳柏宇、側田、林奕匡、方皓玟等。

## 簡歷
黎俊浩從香港浸會大學音樂系畢業（2016年），主修作曲。中學畢業於香港華仁書院（2012年），當時已多次於歌曲創作比賽奪獎。2013年，其作品《上鏈人生》入圍第25屆CASH流行曲創作大賽最後十強決賽。大學三年級時認識了著名音樂監製Edward Chan，並加入了他的EMP團隊，除了成為其合約作曲人，主要負責編曲、錄音室及演唱會樂手的工作。曾連續兩屆於ViuTV舉辦的「Chill Club 推介榜年度推介21/22」及「Chill Club 推介榜年度推介22/23」頒獎典禮獲得「年度編曲人」的獎項。

## 參與作品

### 2014年
- 陳苡棋 - 如呼吸般自然（曲）

### 2015年
- 杜德偉 - 我們的虛擬世界（結他）
- 周殷廷 (Yan Ting) - 逃兵（曲）
- Twins - 你知道的（結他）

### 2016年
- 陳柏宇 - 請跟我走（曲、編）
- Trekkerz - Back To The First Day（結他）
- 吳業坤 - 被單身的人（結他）
- 薛凱琪 - 十年後的我（結他、弦樂編寫）
- 陳柏宇 - 巴別塔（曲、編）
- 陳柏宇 - 車匙 2016 version（結他、弦樂編寫）
- 陳柏宇 - 拍一半拖 2016 version（結他）
- 陳柏宇 - 尊嚴 2016 version（結他）
- 陳柏宇 - 永久保存 2016 version（結他）
- 陳柏宇 - 萬中無一 2016 version（結他）
- 陳柏宇 - 固執 2016 version（結他）
- 陳柏宇 - 逸後 2016 version（結他）
- 陳詠謙 - 給兒子的信（弦樂編寫）
- 林奕匡 - 停止繁殖（弦樂編寫）
- 側田 - 幸福止痛（結他）

### 2017年
- 林奕匡 - 不敢當（編）
- 林奕匡 - Missing You（編）
- 林奕匡 - All I Have is You（編）
- 張紋嘉 - 少女的球鞋 （結他）
- 連詩雅 - 不意外的意外（弦樂編寫、結他）
- 吳業坤 - 傷心到變形（弦樂編寫）
- 關智斌 - 習慣說謊 （結他）
- 葉巧琳 - 能見度 （結他）
- 連詩雅 - 不甘示弱 feat. 側田 （編）
- 駱胤鳴、張彥博  - 有種愛情 （編、監）
- 駱胤鳴 - 有種愛情 （編、監）
- 陳柏宇 - 閱後即焚 （弦樂編寫）
- 陳柏宇 - 所多瑪城（曲、編）
- 林奕匡 - 草原（結他）
- 王菀之 - 離遊記（編）

### 2018年
- 2017年度叱咤樂壇頒奬禮opening theme （編）
- 王菀之 - 低科技之歌 ("Happiness Is…" 音樂會version) （編）
- 胡琳 - 青玉案（曲）[1]
- 譚杏藍 - 傻大姐 （曲）
- Hotcha - 紅白黑 （曲、編、監）
- 側田 - 半杯入魂 （編）
- 王菀之 - 沉默的士高 （結他）
- 陳柏宇 - 認真如初 （結他）
- 林奕匡 - 生之頌 （編）
- 蔡一傑 - One （曲、編）
- 蔡一傑 - 點石成金 （曲、編）
- 黃妍 - 笑容迷路了（編）
- 容祖兒 - 亞亞亞 （結他）
- 孫耀威 - #DLGH（跌落個海）（結他）
- 林奕匡 - 榮辱戰爭（編、監）
- 湯駿業 - 孤兒體質（編）
- 陳柏宇 - 一支箭 （曲、編、監）
- 石詠莉 - 動態回顧 （曲、編）

### 2019年
- 楊思琦 - 愛的森林（監）
- 王菀之 - 抱抱好嗎（結他）
- 關楚耀 - 樹窿（編）
- 姜濤 - 一天多一點（曲、編）
- 陳柏宇 - 最後一個收費亭（曲、編）
- 陳柏宇 - 化出個文化 （編）
- 陳柏宇 - 橋下十三郎 （監）

### 2020年
- 章尾而 - 瞏 (結他）
- Michael C - 愚公（編、監）
- 梁漢文 - 再見童夢零 （結他）
- 李靖筠 - 一千零一頁 （結他）
- 方皓玟 - All We Have Is Now （編）
- 陳柏宇 - 感情這回事 （編）
- Michael C - 對頻之間 （曲、編、監）
- 許廷鏗 - 慌（編）
- 陳奕迅 - 致明日的舞 （結他）
- MIRROR - One And All （編）
- 陳柏宇 - 哪個明日 （編）
- Michael C - 黑犬默語 （曲、編、監）

### 2021年
- 2020年度叱咤樂壇頒奬禮莫文蔚medley（編）
- 衛蘭 - 漣漪（音樂永續作品）（編、監）
- 林家謙 - 拋物線（音樂永續作品）（結他）
- 陳柏宇 - 悔過書（編、監）[2]
- 陳柏宇 - 純白（編、監）
- 陳柏宇 - 結（編、監）
- 陳柏宇 - 對得起自己（編、監）
- 姜濤 - Master Class（編）
- 姜濤、Fatboy - 特務肥姜2.0 （作、編、監）
- 林家謙 - 神奇的糊塗魔藥（結他）
- 衛蘭 - It's OK To Be Sad（曲、編、監）
- 林奕匡 - 沉思者（編、監）
- 林奕匡 - 關於愛的碎念（編、監）
- 林奕匡 - 解答（編、監）
- 章尾而 - 我們都沒有錯（編）
- 莫文蔚 - 初戀（編）
- 方皓玟 - 你好嗎 （結他）
- 布志綸 - 第一億次細胞分裂（編）
- 布志綸 - 想再和你看煙花（編）
- 呂爵安 - My Apple Pie（編、監）
- 葉巧琳 - 難道我還未夠難（編、監）

### 2022年
- Ah Hei - 浩劫（曲）
- MIRROR - Innerspace（編）
- 姜濤 - 鏡中鏡（編）
- 區子琳 - 瘟疫在愛蔓延時（編）
- 方皓玟 - HW1（編）
- 方皓玟 - Hey U（編）
- 布志綸 - 飛鳥俠（編、監）
- 布志綸 - 爸爸好嘢（編、監）
- 陳柏宇 Feat. Novel Fergus - 墜落（編）
- 陳柏宇 - 拖（編、監）
- 黃妍 - 世界以痛吻我而我歌唱（編）
- 林家謙 - 夏之風物詩（編、結他）
- 鍾浩賢 - 難道青春是一種鄉愁（曲、編、監）
- 梁祐嘉 - 光之處（編）
- 田鴻傑、林奕匡 - 門牆（編、監）
- 魏浚笙 - 第一個迷（編）
- 呂爵安 - LOVERSE（編）

### 2023年
- Beanies - 十二變（編、監）
- MIRROR - GO GREEN（曲、編）
- MC張天賦 - 與我無關（編）
- 劉浩龍 - 沒人坐的梳化（編）
- 陳柏宇 - 一人傍晚藝術館（曲、編、監）
- 陳柏宇 - 令人期待的下集預告（編、監）
- 陳柏宇 - 懷舊是一種品味（編、監）
- 陳柏宇 - 懷舊是一種品味（Festive Version）（編、監）
- 陳泳伽 - 一手造成（編）
- 陳慧敏 - 十年如一日（編）
- 洪助昇 - 單曲循環症（曲、編）
- 黃明德 - 會議終結者（曲、編）
- 林奕匡 - 台前幕後（編、監）
- 林家謙 - 流離者的海（編）
- 布布 - 晴天娃娃的惡作劇（曲、編、監）

### 2024年
- ROVER - 秒速8公里（編、監）
- ROVER - 回魂術（監）
- ROVER - 陪我一路漫遊（編、監）
- sica - 外星少女失語症（編）
- 黃明德 - 自我反省（編）
- 方皓玟 - 神算（編）
- 方皓玟 - 提前分手（編）
- 譚嘉儀 - 灰燼（編）
- 鄭秀文 - 從前的我們（編）
- 小肥 - 信我信你（編）
- 姜濤 - Every Single Time（編）
- 張蔓姿 - 時間關係（編）
- 陳柏宇 - 進化廣偉論（編、監）
- 陳卓賢 - 玩偶奇遇記（編）
- 陳懿 - 單人迷藏（編）
- 馮允謙 - 你是我的回憶殺（編）

### 2025年
- Robynn Yip - 一顆月亮的故事（編）
- ROVER - 記錄抹煞（編、監）
- ROVER - 流浪者詩歌（編、監）
- 力臻、Michael C - 你是我的專屬配對（監）
- 安俊豪 - 勿擾模式（編）
- 林奕匡 - 無題時想起的人（編、監）
- 陳柏宇 - 我所看見的未來（曲、編、監）
- 陳懿 - 公主不想努力了（編）
- 張蔓姿 - 緊張大師（編）
- 雲浩影 - 雲的自述（編）
- 劉君冬 - my love is true（編）
- 鍾浩賢 - 三日兩夜一人遊（曲、編、監）

## 演出

### 2015年
- Manhattan id 信用卡 14年度叱吒樂壇流行榜頒獎典禮 (Band Leader)
- 陳柏宇 Escape現場唱音樂會
- 香港夏日流行音樂節2015演唱會

### 2016年
- 加德士80週年呈獻《2015年度叱咤樂壇流行榜頒獎典禮》(Band Leader)
- 告別の後。光影音樂劇場 (陳柏宇)
- 拾回謝安琪數愛世界巡迴演唱會香港站嘉賓小提琴手
- KKBOX LIVE: 陳柏宇X林奕匡一起唱音樂會
- 盧冠廷演唱會2016嘉賓結他手
- 吳業坤紅館演唱會2016
- JW王灝兒 "Stage of Grief" 2016嘉賓結他手
- 陳柏宇乜青 One Take Version Video
- KKBOX Street Busking＠布拉格 (陳柏宇X林奕匡)
- 陳柏宇 The Players Live in Concert 2016

### 2017年
- ASANA呈獻《2016年度叱咤樂壇流行榜頒獎典禮》(Band Leader)
- 第三十九屆十大中文金曲頒獎音樂會 (Band Leader)
- 許志安與21安士音樂會
- 尖叫現場「側田」Super Live演唱會（成都）
- 網上行呈獻：903夢想系拉闊音樂會: 側田x Gin Lee
- 尖叫現場「側田」Super Live演唱會（上海）
- 新城唱好音樂會：鄭欣宜 x 陳奐仁
- 新城台慶音樂會：蘇永康 x 側田 x 陳柏宇
- 側田Chapter Free演唱會2017 （廣州站）
- 泳兒 x 羅力威大金大家庭演唱會
- 香港電台 - 能者舞台非凡夜2017
- 林一峰《我和你的床頭歌》演唱會2017
- 中銀香港全力支持: My First Busking Live
- Neway Live Showcase 側田 “The Drug Called Music”  新碟分享會
- 網上行呈獻：903夢想系拉闊音樂會《一千零一個楊千嬅的故事》
- 九展Star Hall 10週年呈獻：十年再遇第一次音樂會
- 陳柏宇Speechless演唱會2017 （香港站）
- 側田Chapter Free演唱會2017 （香港站）
- 星光熠熠耀保良2017

### 2018年
- ASANA呈獻《2017年度叱咤樂壇流行榜頒獎典禮》
- 王菀之"Happiness Is…"音樂會
- 海洋公園歌酒節2018 - 側田
- 側田Chapter Free演唱會2018 （佛山站）
- 側田Chapter Free演唱會2018 （大馬雲頂站）
- 陳柏宇Speechless演唱會2017 （澳門站）
- 側田Chapter Free演唱會2018 （澳門站）
- 林奕匡&friends繽紛音樂夜 (band leader)
- 網上行夢想系 MOOV LIVE 陳柏宇 x 衛蘭 (band leader)
- 陳柏宇Speechless演唱會2018江門站 (band leader)
- 下北沢的北極光王菀之2018音樂會
- 陳柏宇Speechless演唱會2018中山站 (band leader)
- 2018佛山春浪音樂節 - 側田
- 陳柏宇Speechless演唱會2018佛山站 (band leader)
- Philromantics林奕匡2018香港演唱會 (band leader)
- 楊千嬅皇璽零距離演唱會
- 陳柏宇 Jason Chan Not Alone Live 演唱會2018

### 2019年
- 潘迪華音樂旅情演唱會 A Sentimental Journey The Rebecca Pan Tribute Concert
- JW王灝兒、鄭欣宜、鄭融 Happy Galentine's Day 友人抱抱音樂會
- 陳柏宇Speechless演唱會2019廣州站 (band leader)
- 陳小春STOP ANGRY巡迴演唱會武漢站
- 吳業坤小句號演唱會2019
- Ian Chan Better Me Mini Concert
- 側田MY BEAUTIFUL CURSE 2019 演唱會 香港站
- 陳柏宇Speechless演唱會2019吉隆坡站 (band leader)
- PROJECT AFTER 6: THE PITCH LUNCHTIME CONCERTS（band leader）
- 陳柏宇Speechless演唱會2019深圳站 (band leader)
- 側田MY BEAUTIFUL CURSE 2019 演唱會 中山站
- My Beautiful Live楊千嬅世界巡迴演唱會汕頭站
- 田蕊妮NewStart演唱會2019
- 大金冷氣呈獻側田音樂會
- 側田MY BEAUTIFUL CURSE 2019 演唱會 悉尼站
- 側田MY BEAUTIFUL CURSE 2019 演唱會 廣州站
- 拉闊音樂會 方皓玟 X 陳柏宇 The Quote
- 易賞錢呈獻《賞聽。給我愛過的廣東歌音樂會》
- 新濠至尊側田音樂會

### 2020年
- My Beautiful Live楊千嬅世界巡迴演唱會茂名站
- YouTube Music Night with Jason Chan 陳柏宇
- Unbox Live Series - Michael C：The First Live Gig
- 2020年方皓玟谷Live Concert

### 2021年
- 2020年度叱咤樂壇流行榜頒獎典禮
- Unbox Live Series - Phil Lam 林奕匡 (Band Leader)
- 絕色莫文蔚世界巡迴演唱會香港站
- 來日之音 · 音樂會系列 - 林奕匡2021音樂會 (Band Leader)
- 方皓玟 LOST n FOUND 演唱會
- 來日之音 · 音樂會系列 - 葉巧琳 Mischa Ip 2021 音樂會 - never too late my path, Mi way(Band Leader)
- Tiffany & Co. T1 型聚個性音樂會(Band Leader)
- 陳柏宇 Fight For ___ Live in Hong Kong Coliseum(Band Leader)

### 2022年
- 陳柏宇 x 王嘉儀｜我是現場 音樂會 005 (Band Leader)
- 903 拉闊音樂會 神の拉闊 鄭欣宜 X 盧瀚霆
- KKBOX香港風雲榜2022
- UNIK ASIA Festival 戶外國際音樂節2022（陳柏宇&黃妍） (Band Leader)

### 2023年
- FWD呈獻覺醒音樂II：陳柏宇 feat. 九龍搖擺俱樂部演唱會2023 (Band Leader)
- JAYPOP LIVE@COLISEUM 馮允謙演唱會 2023
- HKT X 西九音樂節 （呂爵安、陳卓賢、姜濤、盧瀚霆）
- Ian XAnson Kong X陳蕾拉闊音樂會2023
- 2023周柏豪「奔赴」巡回演唱会佛山站
- 2023周柏豪「奔赴」巡回演唱会南寧站
- 盧瀚霆 ANSON LO “THE STAGE” IN MY SIGHT SOLO CONCERT 2023
- 姜濤 KEUNG TO "WAVES" IN MY SIGHT SOLO CONCERT 2023
- 呂爵安 EDAN LUI “IN MY SIGHT OF E” SOLO CONCERT 2023
- 《陳柏宇 The Fight Goes On World Tour 2023》英國站
- 2023周柏豪「奔赴」巡回演唱会東莞站
- 2023周柏豪「奔赴」巡回演唱会江門站
- 2023周柏豪「奔赴」巡回演唱会雲頂站
- 炎明熹Gi-FORCE演唱會
- 2023周柏豪「奔赴」巡回演唱会澳門站
- 2023周柏豪「奔赴」巡回演唱会廣州站
- 2023周柏豪「奔赴」巡回演唱会深圳站
- 側田「第一秒」巡迴演唱會2023清遠站
- 陳柏宇「繼續前行」巡迴演唱會2023南寧站 (Music Director/ Band Leader)

### 2024年
- 2020年度叱咤樂壇流行榜頒獎典禮
- FWD 富衛保險呈獻：MIRROR FEEL THE PASSION CONCERT TOUR 2024 · HONG KONG
- 王菀之＜初回限定＞ 音樂會溫哥華站
- 王菀之＜初回限定＞ 音樂會多倫多站
- 王菀之＜初回限定＞ 音樂會澳門站
- 王菀之＜初回限定＞ 音樂會蘇州站 (Music Director/ Band Leader)
- 王菀之＜初回限定＞ 音樂會南京站 (Music Director/ Band Leader)
- 王菀之＜初回限定＞ 音樂會長沙站 (Music Director/ Band Leader)
- 2024佛山草莓音樂節 - 王菀之 (Music Director/ Band Leader)
- Blueprint of Memories, by Edward Chan (Music Director/ Band Leader)
- 2024周柏豪“奔赴”巡回演唱会长沙站
- 2024周柏豪“奔赴”巡回演唱会佛山站（返场）
- 2024周柏豪“奔赴”巡回演唱会肇庆站
- 2024周柏豪“奔赴”巡回演唱会上海站
- 2024周柏豪“奔赴”巡回演唱会东莞站（返场）
- 2024周柏豪“奔赴”巡回演唱会广州站（返场）

## 獎項

### 2020年
- JOOX Top聽推介第一季 - 樂迷最愛本地歌曲：第一位：一天多一點 - 姜濤

### 2021年
- 新城勁爆頒獎禮2020 — 勁爆歌曲：感情這回事 - 陳柏宇
- 新城勁爆頒獎禮2020 — 勁爆國語力歌曲：愚公 - Michael C
- 2020年度叱咤樂壇流行榜頒獎典禮 — 專業推介．叱咤十大第八位：感情這回事 - 陳柏宇
- 第43屆十大中文金曲 — 十大金曲獎：All We Have Is Now - 方皓玟
- 第43屆十大中文金曲 — 十大金曲獎：感情這回事 - 陳柏宇

### 2022年
- 香港金曲頒獎典禮 2021/2022 - 香港金曲金曲奬 - 《It's OK To Be Sad》
- Chill Club 推介榜年度推介21/22 - Chill Club年度編曲人

### 2023年
- Chill Club 推介榜年度推介22/23 - Chill Club年度編曲人

### 2024年
- 2023年度叱咤樂壇流行榜頒獎典禮 - 叱咤樂壇至尊唱片大獎《in Rhythm》

## 訪問
- 商業電台903 － 3號螺絲釘
- 香港01 香港01訪問
- 香港電台第二台 － 隨機播放  （页面存档备份，存于）